# Grandón (Laviana)
Grandón ist ein Weiler in der Parroquia Villoria der Gemeinde Laviana in der autonomen Region Asturien in Spanien.

## Geographie
Grandón ist ein Weiler mit elf Einwohnern (2011), er liegt auf 475 m. Grandón liegt vier Kilometer von Pola de Laviana entfernt, dem Hauptort der Gemeinde Laviana. 
Der Rio Salencia mündet nahe Grandón in den Rio Villoria, welcher in den Rio Nalon mündet.

## Wirtschaft
Seit alters her wird Kohle und Eisen in der Region abgebaut, heute baut noch die Tourismusindustrie daran auf. Die Land- und Forstwirtschaft prägt seit jeher die Region.

## Klima
Angenehm milde Sommer mit ebenfalls milden, selten strengen Wintern. In den Hochlagen können die Winter durchaus streng werden.